# Montagne del principe Albert
76°00′S 161°30′E
Le montagne del principe Albert (in inglese Prince Albert Mountains), sono il maggior gruppo montuoso della Terra Vittoria in Antartide.
Localizzate ad una latitudine di 76° 00′ S ed una longitudine di 161° 30′ E, si sviluppano per oltre 320 km da nord a sud tra i ghiacciai Priestley e Ferrar.
Scoperte da Sir James Clark Ross il 17 febbraio 1841, sono intitolate al principe Albert, consorte della regina Victoria del Regno Unito. L'area venne esplorata per la prima volta durante le esplorazioni antartiche britanniche dei primi del Novecento, ma una mappatura dettagliata venne effettuata soltanto durante spedizioni statunitensi e neozelandesi degli anni cinquanta e sessanta.